# Германовский (посёлок железнодорожной станции)
Германовский — упразднённый посёлок железнодорожной станции в Могочинском районе Забайкальского края России. Входит в состав Городского поселения «Амазарское».

## География
Посёлок находился в восточной части района на расстоянии 7 километров к западу от поселка Амазар на правом берегу реки Амазар. Расстояние до районного центра города Могочи — 88 км.

## Климат
Климат характеризуется как резко континентальный. Среднемесячная температура января составляет минус 32 градуса по Цельсию, а самая низкая достигала минус 53 градуса по Цельсию. Продолжительность периода со снежным покровом составляет 164 дня, средняя высота снежного покрова 16 см. Лето короткое, довольно теплое. Весна ветреная, засушливая, осень, по сравнению с ней, холодная и влажная.

## История
Основан в 1908 году, по другим данным в 1909 году, первоначальное название разъезд № 19. В нескольких километрах от станции с довоенных лет на высокой скале находился огромный бюст Сталина, сооруженный зеками Бамлага. В ночное время его освещали прожекторами, а проходившие поезда давали в этом месте сигнал, предупреждая пассажиров об этом памятнике. После 1953 года бюст был взорван, как «угрожающий» безопасности движения.
В 2024 году посёлок был упразднён.

## Население
| 1989 | 2002 | 2010 | 2021 |
| ---- | ---- | ---- | ---- |
| 36   | ↘16  | ↘3   | ↘0   |

Население поселка составляло в 2002 году 16 человек (100 % русские), в 2010г 3 человека.